# Tô Tử Quang

Tô Tử Quang với Bát quái thần côn

Tô Tử Quang còn được gọi theo họ là cụ Sú tàu (1910 tại Long Châu, Quảng Tây, Trung Quốc  – 1998) là một võ sư Trung Quốc sinh ra trong một dòng tộc 8 đời theo nghiệp võ. Ông là con trai của Tô Cao Lân, được xem là người rất có vị trí trong giới võ thuật lưỡng Quảng (Quảng Đông - Quảng Tây) vào những năm đầu thế kỷ trước.
Từ lúc nhỏ ông đã được cha truyền dạy môn Thiếu Lâm- Hồng Gia. Năm 18 tuổi, ông đã đạt giải nhì toàn tỉnh và được mệnh danh là "Thần đồng võ thuật" trong một cuộc thi võ hàng năm của tỉnh Quảng Tây.
Năm 1954, ông sang Việt Nam sinh sống và làm việc tại nhà máy in báo thanh niên Hà Nội. Cùng năm 1954, ông đã tham gia biểu diễn võ thuật tại nhà thi đấu Đông Dương và đã đạt huy chương bạc với bài La Hán Quyền. Kể từ đó ông luôn là người đại diện cho võ phái Thiếu Lâm Hồng gia quyền của người Hoa tại Hà Nội.
Năm 1963, Tô Tử Quang mới chính thức phổ biến Hồng gia quyền cho mọi người. Tuy nhiên, việc truyền thụ chỉ trong phạm vi hẹp. Đa phần môn đồ chỉ là những người gốc Hoa. Ba đại đệ tử của ông là Làm Ốn Và, Voòng Sìu Khoóng, Chu Há .
Năm 1965, ông cùng học trò đại diện cho hội Hoa Kiều biểu diễn võ thuật cho thủ tướng Phạm Văn Đồng và chủ tịch thành phố Hà Nội Trần Duy Hưng xem. Năm 1982, ông tham gia thành lập đồng thời phát triển hội võ thuật Hà Nội. Ngoài ra, ông được bầu làm ban cố vấn võ thuật của Liên đoàn Võ thuật Việt Nam. Các môn phái khác đều công nhận ông là chưởng môn đầu tiên của Thiếu Lâm Hồng gia quyền tại Hà Nội .
Ngày 22 tháng 7 năm 1998, Giám đốc Sở Thể dục thể thao Hà Nội Hoàng Vĩnh Giang thay mặt Uỷ ban nhân dân thành phố Hà Nội trao tặng cho ông danh hiệu "Lão võ sư cao cấp" Chưởng môn phái Thiếu Lâm Hồng gia quyền. Đến tháng 11 năm 1998 ông qua đời ở độ tuổi 88.